# Прай, Дьёрдь
Дьёрдь Прай (венг. Pray György; 11 сентября 1723, Эрсекуйвар (ныне Нове-Замки, Словакия) — 23 сентября 1801, Пешт) — венгерский учёный-иезуит, историк, историограф, знаток церковного права, библиотекарь Университетской библиотеки Буды.
Видный представитель науки периода правления императрицы Марии Терезии.

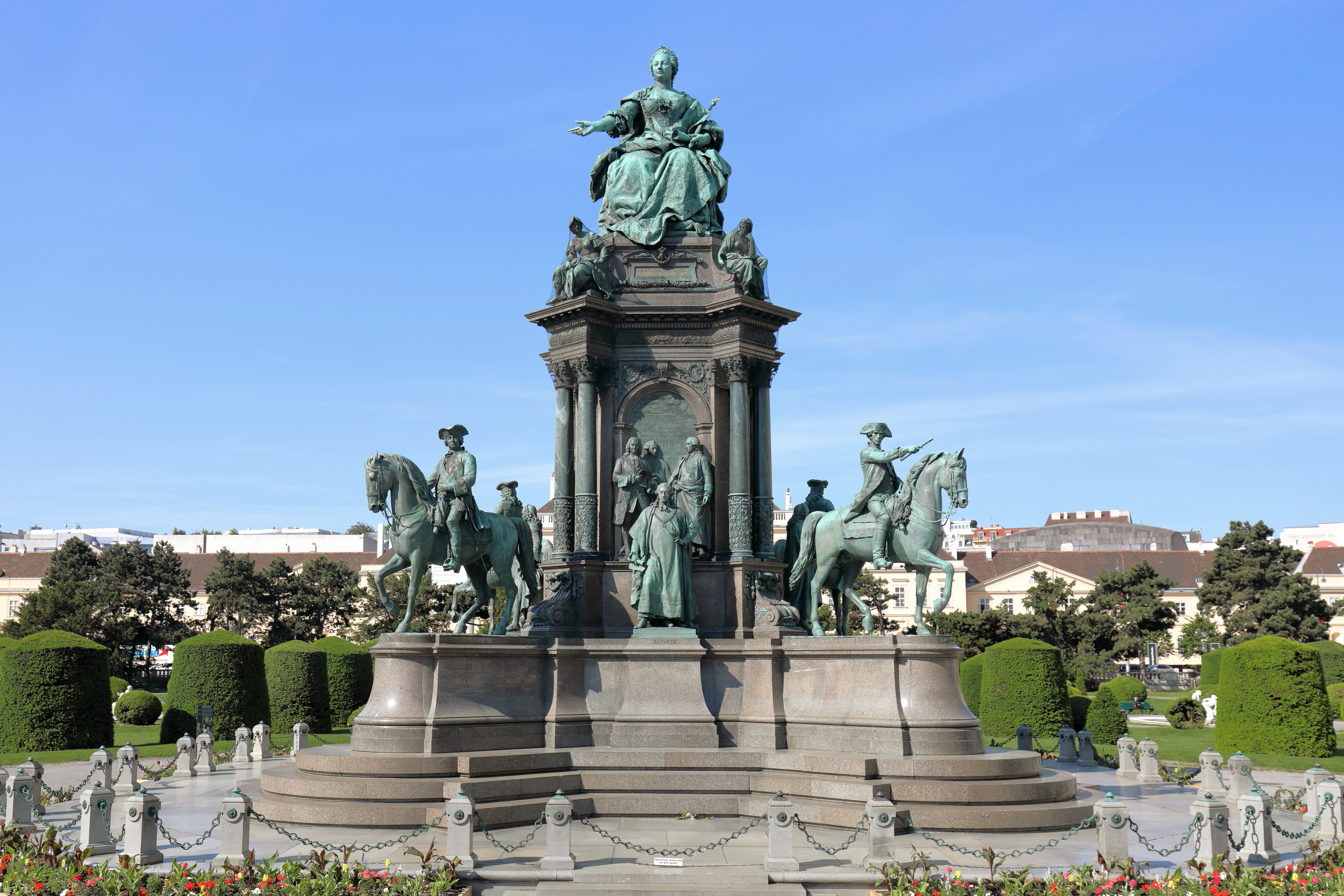
Памятник Марии Терезии в Вене

## Биография
Обучался в Пресбурге (Пожонь по-венгерски, ныне Братислава), в 1745 году вступил в Общество Иисуса, провёл два года в иезуитском колледже св. Анны в Вене. Продолжил образование в Нагисомбате (ныне Трнава).
Затем преподавал в Надьвараде (ныне Орадя), Тренчене (Тренчин), Надьшомбате и Пресбурге. В 1754 году был рукоположен в священники и продолжал преподавать, в том числе в венском Терезиануме, где был профессором политической теологии и одновременно наставником князей Сальмов. Позже — профессор в Дьере (1758), Нагисомбате (1759) и Буде (1760), где читал лекции, в том числе, по нравственному богословию.
После роспуска ордена иезуитов в 1773 году Мария Терезия назначила его императорским историографом.
Когда в 1777 году Университет Ло́ранда Э́твёша был переведен в Буду, Прай был назначен там библиотекарем. Ушел в отставку с этой должности в 1780 году, но возсстановился в 1784 году. В течение этого года он сдал собранные им рукописи и коллекцию документов в университетскую библиотеку.
В 1790 году стал канонистом в Нагиваре (Орадя) и был назначен представителем церкви в Сейм Венгрии.

## Память

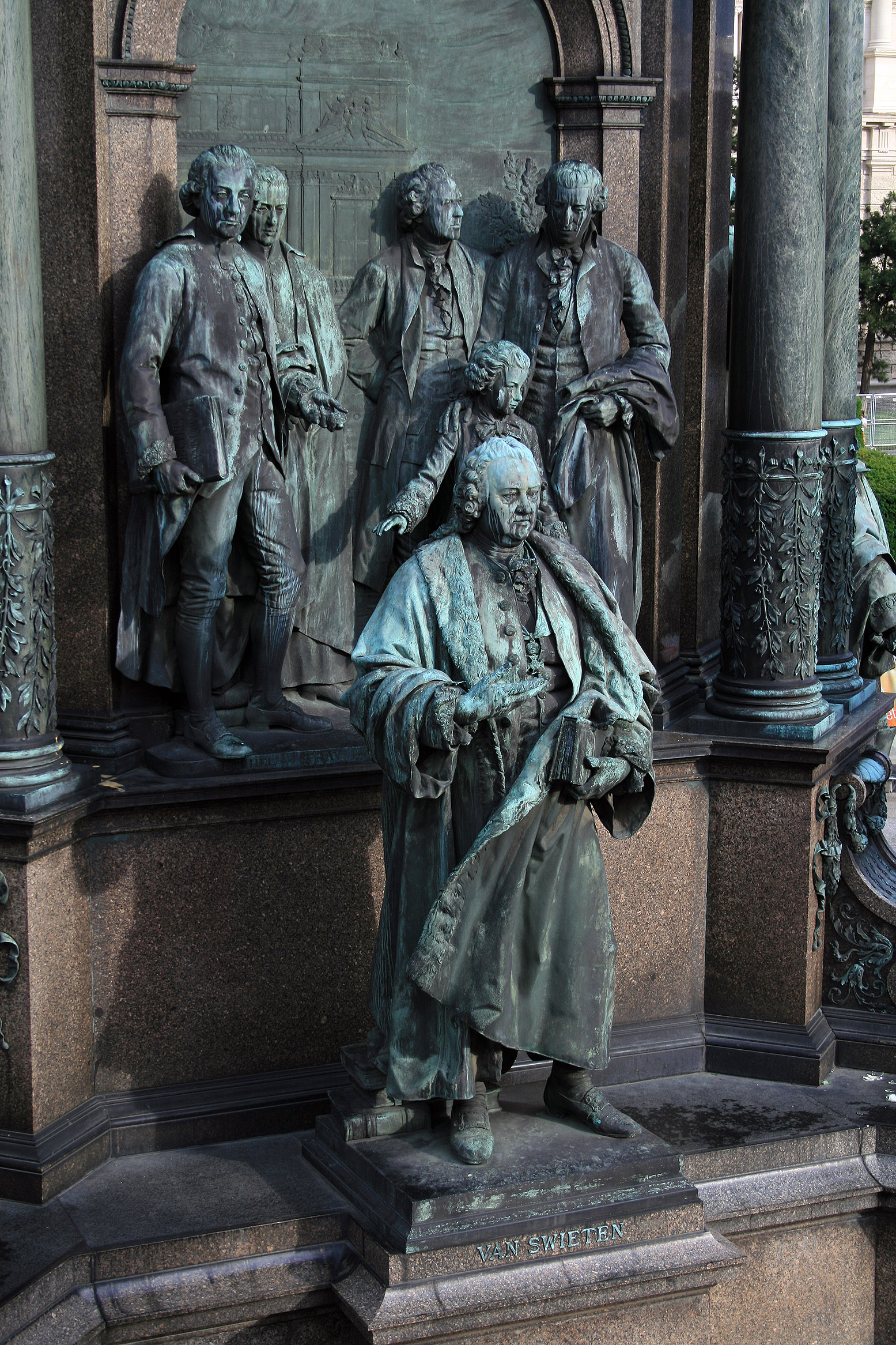
Фрагмент памятника Марии Терезии. В центре врач Герард ван Свитен, слева: нумизмат Иоганн Иосиф Иларий Эккель, историк Дьёрдь Прай, справа — композиторы-классики: Кристоф Виллибальд Глюк, Йозеф Гайдн и мальчик Вольфганг Амадей Моцарт

Увековечен на памятнике Марии Терезии в Вене по четырём сторонам постамента которого выполнены барельефы. Науку и искусство при императрице олицетворяют в статуе врач Герард ван Свитен и на барельефе нумизмат Иоганн Иосиф Иларий Эккель, историк Дьёрдь Прай и композиторы Кристоф Виллибальд Глюк, Йозеф Гайдн и изображённый ребёнком Вольфганг Амадей Моцарт на фоне старого здания Венского университета.

## Избранные сочинения
- «Annales veteres Hunnorum Avarorum et Hungarorum, 210 ad 997» (Вена, 1761)
- «Annales regum Hungariæ, 997—1564» (5 томов, Вена, 1763-70)
- «Vita S. Elizabethæ» (Вена, 1770)
- «Specimen Hierarchiæ Hungariæ» (2 томаs, Пресбург, 1776—1779).